# 国際連合広報センター
国際連合広報センター（こくさいれんごうこうほうセンター、英: United Nations Information Centre, 略称: UNIC）は国際連合グローバル・コミュニケーション局下で国連の活動全般にわたる広報活動を行うため、世界の約60か国に設置されている。「国連広報センター」とも呼ばれる。
1946年2月13日の国際連合総会決議を受けて設置されたグローバル・コミュニケーション局 (DGC : Department of Global Communications) 戦略コミュニケーション部 (Strategic Communications Division)のもとに置かれている。
日本には1958年4月に設置された。2014年1月現在は根本かおるが所長を務める。日本語資料の作成、記者会見やメディア・インタビュー設定、イベントの企画・開催など、幅広い広報活動を展開している。また、インターンシップを実施しており、国連に興味や関心を持つ若者を受け入れている。

## 世界のUNICs
- UNICアルジェ - アルジェリア
- UNICアンカラ - トルコ
- UNICアンタナナリボ - マダガスカル
- UNOバクー - アゼルバイジャン
- UNISバンコク - タイ
- UNICベイルート - レバノン
- UNICボゴタ - コロンビア
- UNRICブリュッセル - ベルギー
- UNICブカレスト - ルーマニア
- UNICブエノスアイレス - アルゼンチン
- UNICカイロ - エジプト
- UNICダカール - セネガル
- UNICダルエスサラーム - タンザニア
- UNICダッカ - バングラデシュ
- UNISジュネーヴ - スウィス
- UNICハラレ - ジンバブエ
- UNICイスラマバード - パキスタン
- UNICジャカルタ - インドネシア
- UNOキエフ - ウクライナ
- UNICラ・パス - ボリヴィア
- UNICラゴス - ナイジェリア
- UNICリマ - ペルー
- UNICマナーマ - バーレイン
- UNICマニラ - フィリピン
- UNICメキシコシティ - メキシコ
- UNOミンスク - ベラルーシ
- UNICモスクワ - ロシア連邦
- UNICニューデリー - インド
- UNICナイロビ - ケニヤ
- UNICワガドゥグー - ブルキナファソ
- UNICパナマ・シティ - パナマ
- UNICポート・オブ・スペイン - トリニダード・トバゴ
- UNICプラハ - チェコ共和国
- UNICプレトリア 、南アフリカ
- UNICラバト - モロッコ
- UNICリオデジャネイロ - ブラジル
- UNICシドニー - オーストラリア
- UNOタシュケント - ウズベキスタン
- UNICテヘラン - イラン
- UNIC東京 - 日本
- UNICトリポリ - リビア
- UNICチュニス - チュニジア
- UNISウィーン - オーストリー
- UNICワルシャワ - ポーランド
- UNICワシントンD.C. - アメリカ合衆国
- UNICウィントフック - ナミビア
- UNICヤウンデ - カメルーン
- UNOエレバン - アルメニア